# Starship Troopers 3 - L'arma segreta
Starship Troopers 3 - L'arma segreta (Starship Troopers 3: Marauder) è un film del 2008 per la regia di Edward Neumeier. È la terza pellicola della serie cinematografica di fantascienza bellica inaugurata con Starship Troopers - Fanteria dello spazio e proseguita con Starship Troopers 2 - Eroi della federazione.

## Trama
Negli undici anni della "Seconda Guerra di Insetti ", la Mobile Infantry ha migliorato le proprie armi e tattiche, mentre gli insetti hanno risposto sviluppando molte nuove varianti Aracnidi. La Federazione si trova ora impegnata in una prolungata guerra di trincea. La Federazione fa una svolta positiva attraverso i media, mentre usa la sua autorità giudiziaria e militare per sopprimere i manifestanti per la pace e i fanatici religiosi come sedizionisti.
Il colonnello Johnny Rico è di stanza sul pianeta agricolo Roku San, dove fa visita il famoso maresciallo dell'aria Omar Anoke. Il vecchio amico di Rico, il generale Dix Hauser, entra in una rissa in un bar con un gruppo di contadini contro la guerra. Quando Rico impedisce a Dix di sparare a un contadino, Dix ordina il suo arresto, ma le difese della base improvvisamente falliscono a causa di un attacco di Aracnidi. Rico stende Dix e se ne va per aiutare a combattere gli Aracnidi. Quando Roku San cade, i media federali incolpano Rico, condannato all'esecuzione per insubordinazione.
Il capitano Lola Beck sta trasportando Anoke al Santuario, il quartier generale segreto della flotta, quando vengono abbandonati sul pianeta classificato OM-1. L'ammiraglio Enolo Phid nasconde queste informazioni per non abbassare il morale pubblico e il sostegno allo sforzo bellico, ma Dix viene a conoscenza della situazione e fa fingere l'esecuzione di Rico, chiedendogli di salvare Anoke e Beck, essendo quest'ultimo uno dei pochi piloti della Federazione che conosce l'ubicazione del Santuario, che paralizzerebbe i militari se gli Aracnidi lo scoprissero. Su OM-1, un apparente terremoto fa cadere il dottor Wiggs in un crepaccio, dove Anoke vede un occhio gigante che lo fissa dal basso. Il cuoco cinico Jingo Ryan muore dopo essersi rifugiato in un ammasso di affioramenti rocciosi, che in realtà sono arti di aracnide che lo trascinano sotto.
Sulla Terra, Hauser affronta Phid sul motivo per cui sta abbandonando il maresciallo dell'aria, solo per essere arrestata. Phid rivela che Anoke è responsabile della caduta di Roku San, avendo comunicato telepaticamente con il "Cervello dei Cervelli", noto anche come "Behemecoatyl", attraverso un Cervello Aracnide precedentemente catturato. Pensando in modo delirante che avrebbe potuto salvare l'umanità se avesse potuto fare pace con loro, Anoke adottò la religione degli Insetti e spense la barriera elettrica che circondava la base su Roku San per dimostrare la sua volontà di pace tra le due specie. La Federazione ora crede che l'originale Cervello Aracnide si sia fatto catturare apposta per trasmettere informazioni dall'interno della Federazione. Quando la Federazione decide di uccidere e sezionare il loro Cervello Aracnide, in qualche modo capisce il loro obbiettivo e scatena un urlo telepatico, massacrando alcuni soldati prima che Hauser lo uccida. Viene rivelato che Phid ha ignorato le chiamate di soccorso dell'OM-1 in modo da poter diventare la nuova maresciallo dell'aria; tuttavia, non è riuscita a considerare che l'abile Beck sarebbe stata con Anoke.
Su OM-1, i bloccati entrano in contatto con Behemecoatyl, che comunica con loro attraverso i cadaveri dei loro compagni caduti e presto uccide Anoke per assorbire la sua conoscenza; Beck e Holly, le ultime sopravvissute, iniziano a pregare per la salvezza. Rico guida i Malandrini, una squadra d'élite di soldati composta dal suo staff di comando di Roku San, in una missione di salvataggio, usando le nuove tute da battaglia della Federazione. Sconfiggono i guerrieri Arachnid su OM-1, non subiscono vittime e salvano Beck e Holly. Si scopre che OM-1 è la casa dell'Alveare Aracnide, il corpo dirigente degli Aracnidi, e Fleet lo distrugge dall'orbita con una "Q Bomb".
Rico viene successivamente scagionato da tutte le accuse pendenti, promosso al grado di generale e gli viene dato il comando del programma Malandrino. Si dice che Anoke sia morto in un attacco terroristico, organizzato dal governo per spiegare la sua scomparsa, e viene tenuto un funerale da eroe per lui. Dix e Beck sono sposati, Phid viene nominata il nuovo maresciallo dell'aria con Dix come suo secondo in comando e Holly diventa la prima cappellana federale. Decine di manifestanti per la pace vengono impiccati in relazione al presunto attacco terroristico. Phid, impressionata dal modo in cui il maresciallo dell'aria Anoke è stato reso asservito alla religione degli Aracnidi, decide che la Federazione dovrebbe adottare una religione e il cristianesimo viene abbracciato ma modificato per soddisfare le esigenze della Federazione per garantire un reclutamento costante e una lealtà assoluta.

## Produzione
Il film è stato girato interamente in Sudafrica.